# Oltcit Special
Oltcit Special a fost primul Oltcit care a ieșit pe porțile Uzinei de la Craiova și era asamblat doar cu piese franțuzești. Motorul acestuia era un propulsor de 652 cm3 cu 2 pistoane Boxer. Viteza maximă era de 125 km/h. Era înrudit cu Citroën Visa şi avea mai puţine opțiuni ca Oltcit Club.